# Salvatore Riela
Salvatore Riela (Palermo, 12 novembre 1940) è un politico italiano.

## Biografia
Salvatore Riela Roberto nasce a Palermo l’11 novembre del 1940. Alle elezioni politiche del 1972 è candidato nella lista del Partito Comunista Italiano, capeggiata da Pietro Ingrao, alla Camera dei deputati e viene eletto.

## Vita privata
Ha un nipote, Ruggero Conigliaro, studente di studi arabi presso l’Università degli studi di Palermo